# Station Neersen
Station Neersen (Duits: Bahnhof Neersen) was een station in Neersen, een plaats in de gemeente Willich in de Duitse deelstaat Noordrijn-Westfalen. Het station lag aan de lijnen Krefeld - Mönchengladbach-Speick, Neersen - Viersen en Neuss - Neersen.